# Марк Лівій Друз Клавдіан
Марк Лівій Друз Клавдіан (лат. Marcus Livius Drusus Claudianus; 92 до н. е. — 42 до н. е.) — політичний та військовий діяч Римської республіки.

## Життєпис
Походив з патриціанського роду Клавдіїв. Син Аппія Клавдія, військового трибуна 87 року до н. е., усиновлений Марком Лівієм Друзом, народним трибуном 91 року до н. е.
У 59 році до н. е. був прихильником тріумвірів і виконував якесь доручення щодо стягнення грошей, пов'язане з аграрним законом Гая Цезаря. У 54 році до н. е. був звинувачений Гаєм Ліцинієм Кальвом і Гаєм Лукрецієм у преварікації. Виправданий більшістю в чотири голоси завдяки захисту Цицерона.
У 50 році до н. е. обіймав посаду претора, головував у судовій комісії в справах про порушення закону Скантінія. Під час громадянської війни Цезаря і Помпея у 49-46 роках до н. е. зберігав нейтралітет. Навесні 45 року до н. е. вів з Цицероном перемовини стосовно продажу своїх садів, але угода не відбулася.
Після вбивства Цезаря у 44 році до н. е. встав на бік республіканців. У квітні 43 року до н. е. після поразки Марка Антонія під Мутіною вніс до сенату пропозицію про передачу Дециму Бруту Альбіну від  Октавіана IV і Марсового легіону.
Після створення другого тріумвірату в листопаді 43 року до н. е. був включений у проскрипційні списки. У 42 році до н. е. на боці Брута і Кассія, брав участь у битві під Філіпами і наклав на себе руки після поразки.

## Родина
Дружина — Ауфідія
Діти:
- Лівія Друзілла (58 до н. е. — 29 н. е.) — дружина імператора Октавіана Августа.
- Марк Лівій Друз Лібон, названий син.